# Сверххищники
Сверххи́щники (также верховные хищники, высшие хищники, суперхищники) — общее название группы организмов, занимающих в пищевой цепи (если рассматривать только хищников) верхнее положение (то есть их численность не регулируется другими хищниками).

## Общие характеристики сверххищников
Обычно сверххищников располагают на четвёртом или пятом уровне пищевой цепи, не только над продуцентами и травоядными, но и над остальными хищниками, хотя в локальных, в частности островных, системах роль сверххищников могут выполнять хищники среднего звена, такие как койоты, орлы, вараны, динго, крупные змеи, одичавшие домашние собаки и даже хищники нижнего звена. Удаление сверххищников из экосистемы или их чрезмерное размножение приводит к кумулятивному эффекту, известному как трофический каскад, при котором происходят существенные изменения в численности и образе жизни не только хищников среднего звена, но и травоядных и растительного мира системы. Обычно считается, что в каждом биоценозе может быть только один сверххищник; однако есть примеры экологических систем, где сосуществовали несколько видов высших хищников, в частности плейстоценовая Северная Америка или современный Серенгети.
Сверххищник не обязательно должен быть исключительно плотоядным. Он может употреблять растительную пищу или падаль, как это происходит в случае с гризли. Сверххищник способен отнимать чужую добычу и истреблять конкурентов. Также он может обеспечивать пищей симбиотические виды (акулы обеспечивают пищей прилипал и рыб-лоцманов, человек кормит кошек, собак и т. д.) или, в случае с человеком, делиться пищей с хищником, который помогает ему на охоте (дрессированным беркутом, гепардом, дельфином, охотничьей собакой). Следующее положение на пищевой пирамиде занимают только паразиты и редуценты.

## Сверххищники моря

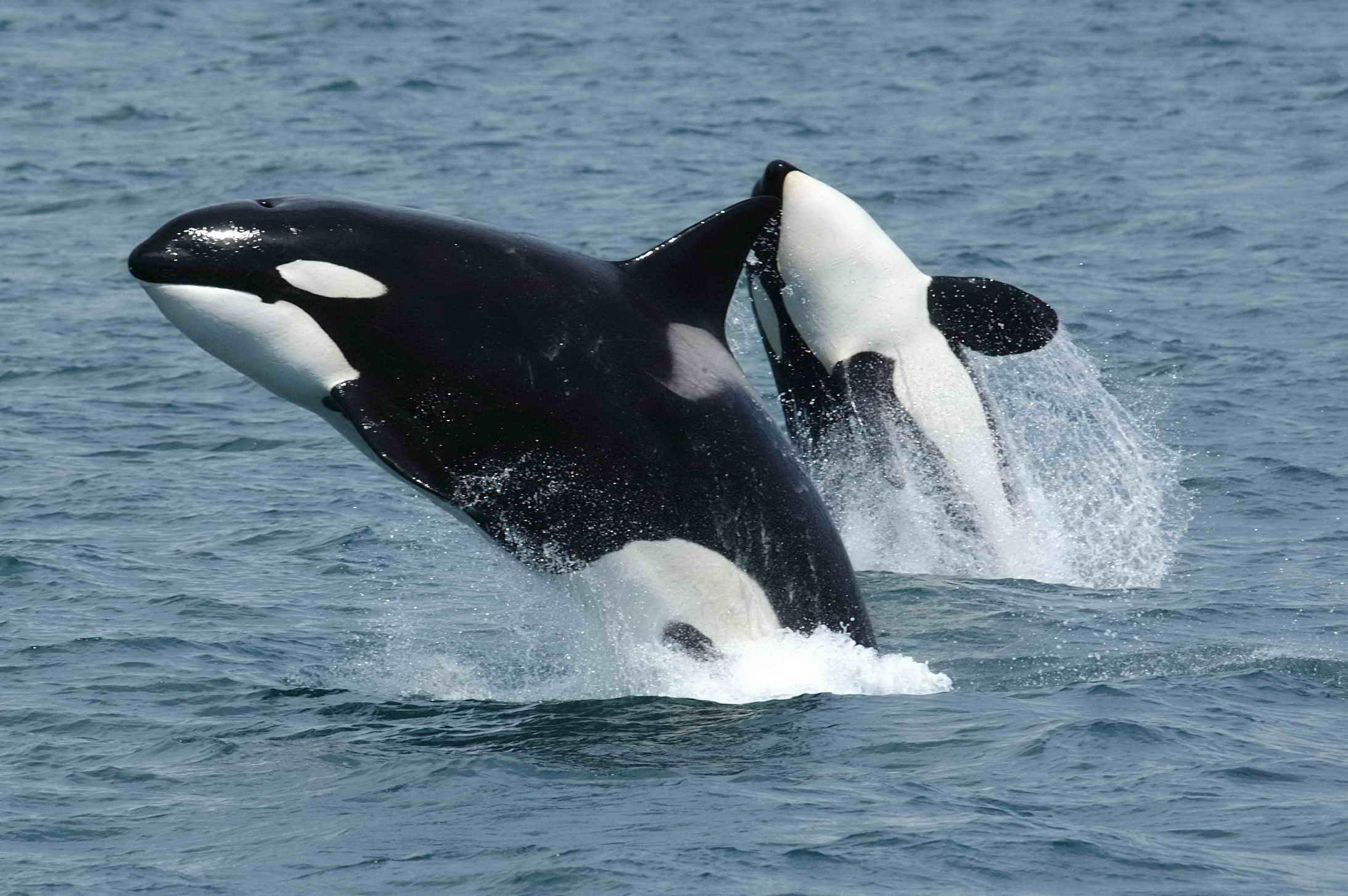
Косатки

В качестве высших хищников доисторических морей в разные периоды выступали, например, головоногие ортоконы (ордовикский период), дунклеостей — десятиметровая панцирная рыба (девонский период), цимбоспондилы и талаттоархоны отряда ихтиозавров (триасовый период), дакозавр и плезиозух из числа морских крокодиломорфов (юрский период), гигантские плиозавриды (юрский период, ранний меловой период), мозазавры (поздний меловой период), базилозавры (эоцен), крупные зубатые киты, такие как левиафан Мелвилла (плиоцен), а также гигантские акулы отодусы (палеоцен-плиоцен).
В различных источниках в качестве сверххищников современных морей называют крупных акул (в частности, кархародонов, тупорылых и тигровых акул), кашалотов и косаток.

## Сверххищники суши

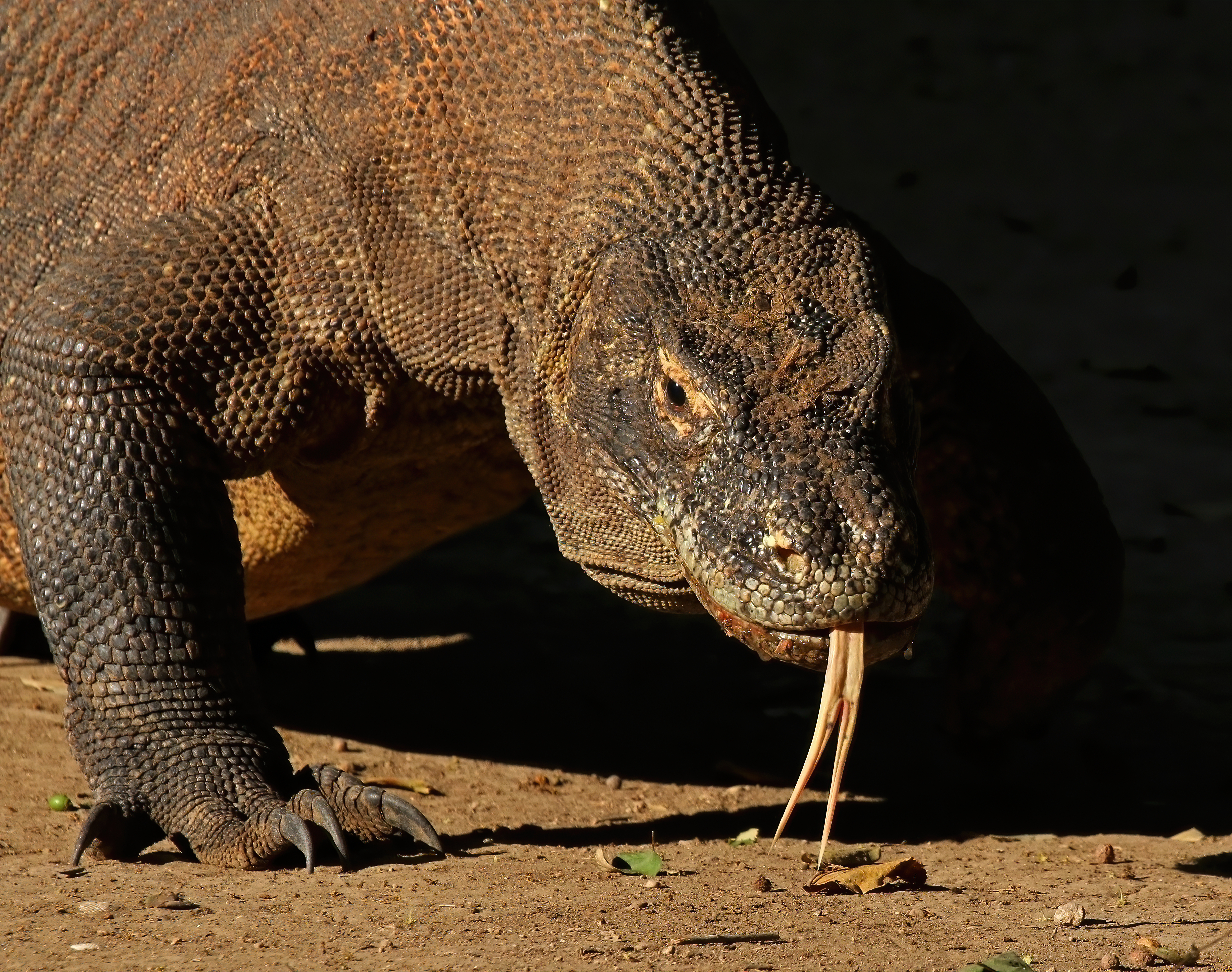
Комодский варан является высшим хищником в местах своего обитания.
Исторически гигантские вараны были более распространены в качестве сверххищников. В частности, окаменелости Varanus sivalensi известны из позднего плиоцена — раннего плейстоцена Индии, где эти огромные ящерицы охотились наравне с хищными млекопитающими

В различные периоды истории Земли место высших сухопутных хищников занимали представители разных классов животных. Основными сухопутными сверххищниками пермского и триасового периодов называют некоторых хищных представителей синапсид, или звероящеров, и гигантских амфибий, например эриопса. С середины юры и до середины мелового периода эту нишу на суше занимали различные карнозавры, в частности представители семейств аллозаврид (такие, как аллозавр) и мегалозаврид (в том числе торвозавр); для позднего мелового периода в этой роли выступали в основном широко известные тираннозавриды. Крупные тероподы оставались основными сверххищниками вплоть до конца мезозоя, но помимо них верхнее положение в пищевых цепях тогда также могли занимать гигантские крокодилы и наземные крокодиломорфы, такие как баурузухиды.
В Арктике сверххищником является белый медведь. Настоящие крокодилы, крупные аллигаторовые (черные кайманы, миссисипский аллигатор), большие кошки, бурые медведи, в некоторых районах — большие стаи волков, гиены и другие крупные плотоядные животные также являются наглядным примером современных суперхищников. Комодский варан обитает на нескольких островах Индонезии: Комодо (1700 особей), Ринка (1300 особей), Гили-Мотанг (100 особей) и Флорес (около 2000 особей), — расположенных в группе Малых Зондских островов, где считается сверххищником и занимает нишу таких крупных хищников, как лев или тигр. В Новой Гвинее сверххищником суши является крокодиловый варан.

## Человек как сверххищник
Человек разумный часто рассматривается как главный сверххищник современности, способный подавлять конкуренцию со стороны локальных высших хищников как на суше, так и в море. Но существуют и исключения, когда отсутствие людей или их недостаточная техническая оснащённость позволяют другим видам конкурировать с ними и даже превосходить их.
Так, до изобретения в годы Второй мировой войны крупнокалиберных винтовок практически не было способов противостоять крупным крокодилам. В современности также известны крокодилы-людоеды, такие как гребнистый крокодил «Белая спина», десять лет терроризировавший Саравак, и нильский крокодил Густав, возможно живущий по сей день.

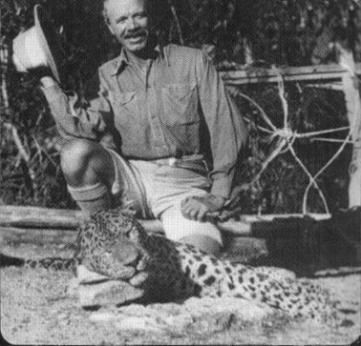
Знаменитый охотник Джим Корбетт рядом с тушей убитого им «Рудрапраягского людоеда», 1926 год

В 1920-х годах в Северной Индии в округе Рудрапраяг индийский леопард, прозванный «Рудрапраягским людоедом», за 8 лет убил 125 человек. Леопард стал знаменит на весь мир и до поры до времени уходил от всех ловушек охотников.
Также на обширном заболоченном пространстве, образованном общей дельтой рек Ганга и Брахмапутры, обитают около 500 бенгальских тигров — самая крупная колония на Земле. Здесь они находятся в безопасности от браконьеров и считают человека лакомой и доступной добычей (при доступности других жертв так чаще поступают старые или ослабленные животные). Для обитателей островов дельты тигры-людоеды являются не единственной опасностью, но всё же вызывают у них наибольший страх. Раньше тигры нападали на людей во многих местах своего индийского ареала. Скорее всего, это поведение вызвано тем, что тигры иногда нападают на индийского дикобраза. Иглы глубоко вонзаются в кожу неудачливого хищника и не выходят оттуда, вызывая острую боль. Рекордные находки игл в шкуре убитых тигров: до 50 штук, длиной до 25 см и толщиной с карандаш. Такой охотник уже не в состоянии поймать более резвую добычу, вследствие чего выбирает в качестве жертвы человека.